# Скупштина Косова (ПИС)
Скупштина Косова (ПИС) је представничко тело, односно скупштина у систему привремених институција самоуправе (ПИС) на Косову и Метохији. Установљена је Уставним оквиром за привремену самоуправу од 15. маја 2001. године, који је донео УНМИК. Састоји се од 120 посланика, који се бирају на непосредним изборима. Од тог броја, 10 посланичких места је гарантовано за представнике српског народа на Косову и Метохији, док је још 10 посланичких места гарантовано за представнике разних мањинских заједница. Према тексту Уставног оквира, званичан назив овог тела гласио је само „Скупштина” (енгл. Assembly), али временом се у јавности одомаћио и назив „Скупштина Косова”, који је постао колоквијалан.

## Историја
Након усвајања Резолуције 1244 Савета безбедности Уједињених нација (1999), подручје Аутономне Покрајине Косово и Метохија стављено је под управу Привремене административне мисије Уједињених нација на Косову (УНМИК).
Резолуција 1244 дефинисала је Косово као део територије Савезне Републике Југославије, која је 2003. године трансформисана у Државну заједницу Србије и Црне Горе, а чији је континуитет 2006. године наследила Република Србија.
Крајем 1999. године УНМИК је успоставио Заједничку привремену административну структуру (ЗПАС), а потом је 15. маја 2001. године прогласио Уставни оквир за привремену самоуправу. Тим документом су на подручју Косова и Метохије успостављене привремене институције самоуправе (ПИС), међу којима је била и једнодомна Скупштина Косова.
У периоду од 2001. до 2008. године, питање о учествовању или неучествовању у скупштинским изборима и раду скупштинских сазива било је једно од најзначајнијих политичких питања за косовско-метохијске Србе.
Одлуком УНМИК-а од 4. октобра 2007. године донета је Уредба о изменама и допунама Уставног оквира за привремену самоуправу, која се односила на прецизирање права мањинских заједица у Скупштини Косова.
Посланици албанске народности у Скупштини једнострано су 17. фебруара 2008. године прогласили независност Републике Косово, а потом је 15. јуна исте године усвојен и Устав Републике Косово, чиме је албанска страна престала да примењује првобитни Уставни оквир из 2001. године, а дотадашња Скупштина Косова трансформисана је у Скупштину Републике Косово.

## Избори
На основу Уставног оквира из 2001. године одржана су три изборна циклуса за Скупштину у систему привремених институција самоуправе:
- Избори за Скупштину Косова (ПИС) 2001.
- Избори за Скупштину Косова (ПИС) 2004.
- Избори за Скупштину Косова (ПИС) 2007.